# Sprotno preverjanje
Sprotno preverjanje  znanja  je  zbiranje  informacij  o  tem,  kako  posamezni  učenci  razumejo  učne  vsebine,  napredujejo,  dosegajo  učne  cilje. Opravlja se pred, med in po zaključku vsakokratnega pouka ali med poukom tematskega sklopa. Od končnega oz. sumativnega preverjanja se razlikuje po tem, da gre za pogostejšo obliko. Ima diagnostično vlogo, ker omogoča takojšnje povratno informiranje in sproti sporoča učencu, dijaku ali študentu, katere cilje in vsebine ter na kateri ravni je dosegel. 
Pomaga tudi graditi odnos do znanja, spoznavanja in učenja; zato ima tudi formirno vlogo. Za boljše razumevanje napredka in  spremembo svojega poučevanja lahko učitelj svoja zapažanja tudi beleži, vendar naj zabeležke ne bi imele vpliva na ocenjevanje in ocene.